# Torre de la Petita
La Torre de la Petita, és una torre de guaita i de defensa, va ser construïda l'agost de 1838 sota les ordres del general Charles d'Espagnac, comte d'Espanya, en el període anomenat la Guerra dels Set Anys, en plena dominació del carlisme.

## Història
Actualment és pràcticament l'únic vestigi de l'antiga fortificació que se situava damunt la serra de la Petita, una muntanya de 863 metres d'altitud, que es troba al municipi de Berga (comarca del Berguedà), el cim de la qual té situat un vèrtex geodèsic (referència 282091001).
Dalt de la serra de la Petita, l'antiga fortificació, i de manera molt especial la seva torre, gaudia d'un ampli domini visual que abastava els quatre punts cardinals, essent per tant un enclavament estratègic que acomplia la funció de control de possibles aproximacions de les tropes enemigues, especialment aquelles que poguessin venir del nord o de l'est.
Avui en dia la Torre de la Petita és pràcticament l'única fortalesa carlina que resta dempeus a Catalunya, ja que, a excepció d'aquesta i de la torre del castell de Flix, totes les altres van ser enderrocades. Durant la Darrera Carlinada, el 1873, la comandància militar de Berga havia manat enderrocar la torre, però gràcies a les protestes populars de la ciutadania berguedana i de la pressió que va exercir sobre els militars qui aleshores era alcalde de la ciutat, en Ramon Pujol i Thomàs, la torre finalment no va ser demolida.
L'any 1868 la Torre de la Petita, va ser finalment, i de forma definitiva, deshabilitada com a equipament militar, entrant de manera gradual, però imparable, en un important procés de degradació i, a hores d'ara, de l'antiga fortalesa de Maria Luisa Fernanda (que era el nom real del conjunt fortificat) ja tan sols resta dempeus la torre, part del polvorí i unes petites restes del mur que delimitava el perímetre del fortí. De mica en mica, però, el pas del temps va reduint a runa els murs de la torre, a la qual convindria una urgent restauració.

## Galeria d'imatges

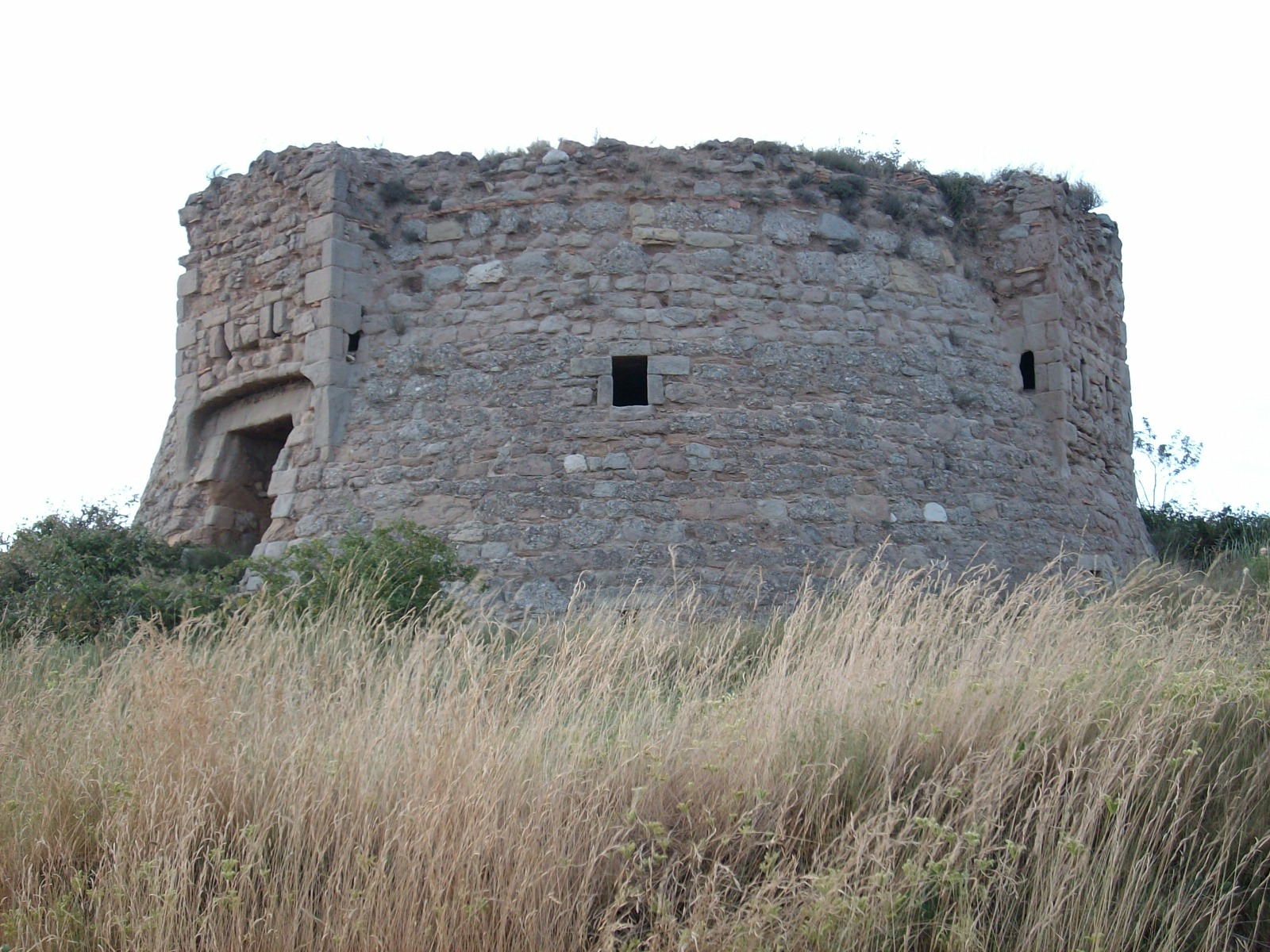
Vista, de la torre.
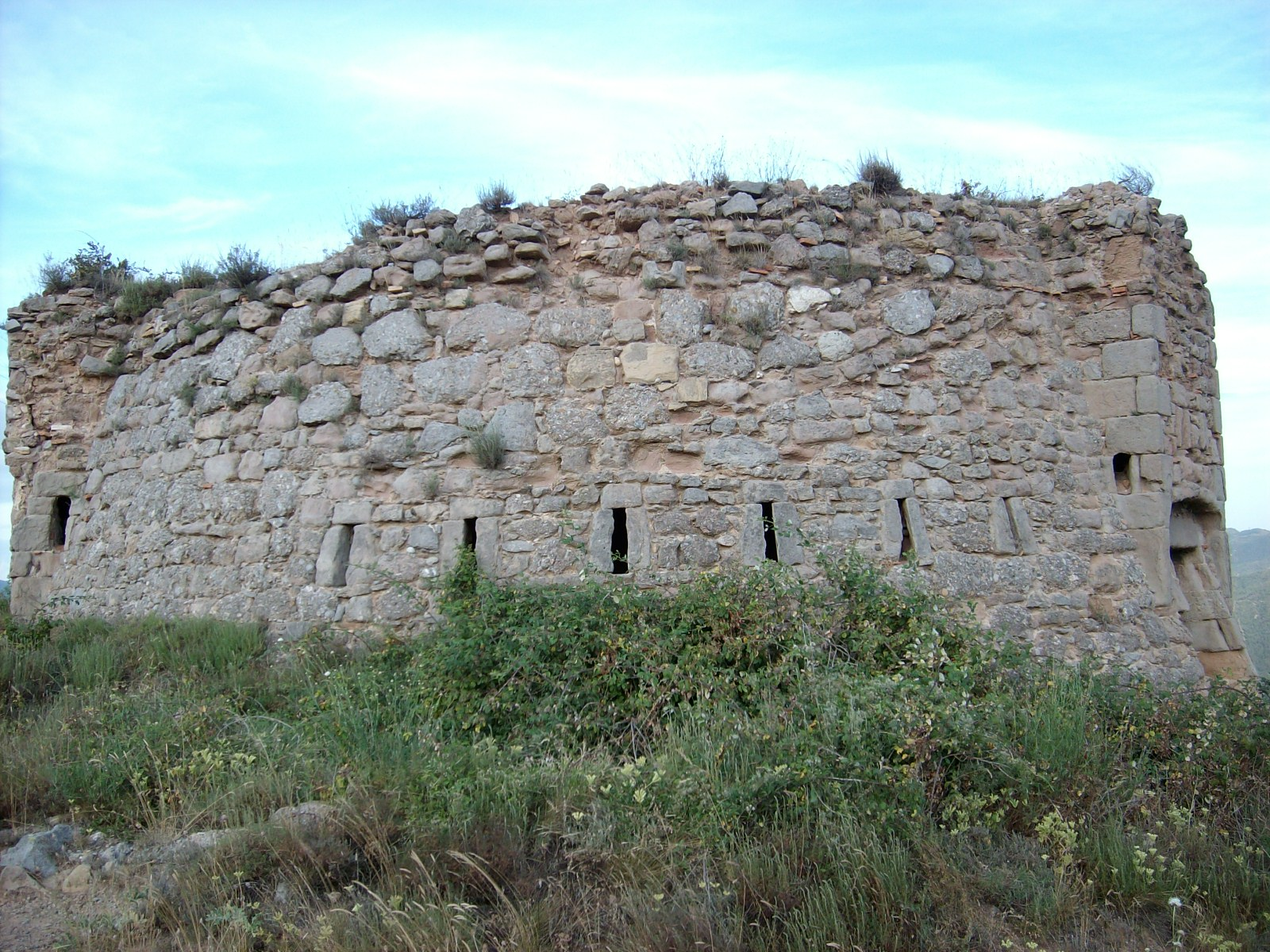
Vista, lateral de la torre.
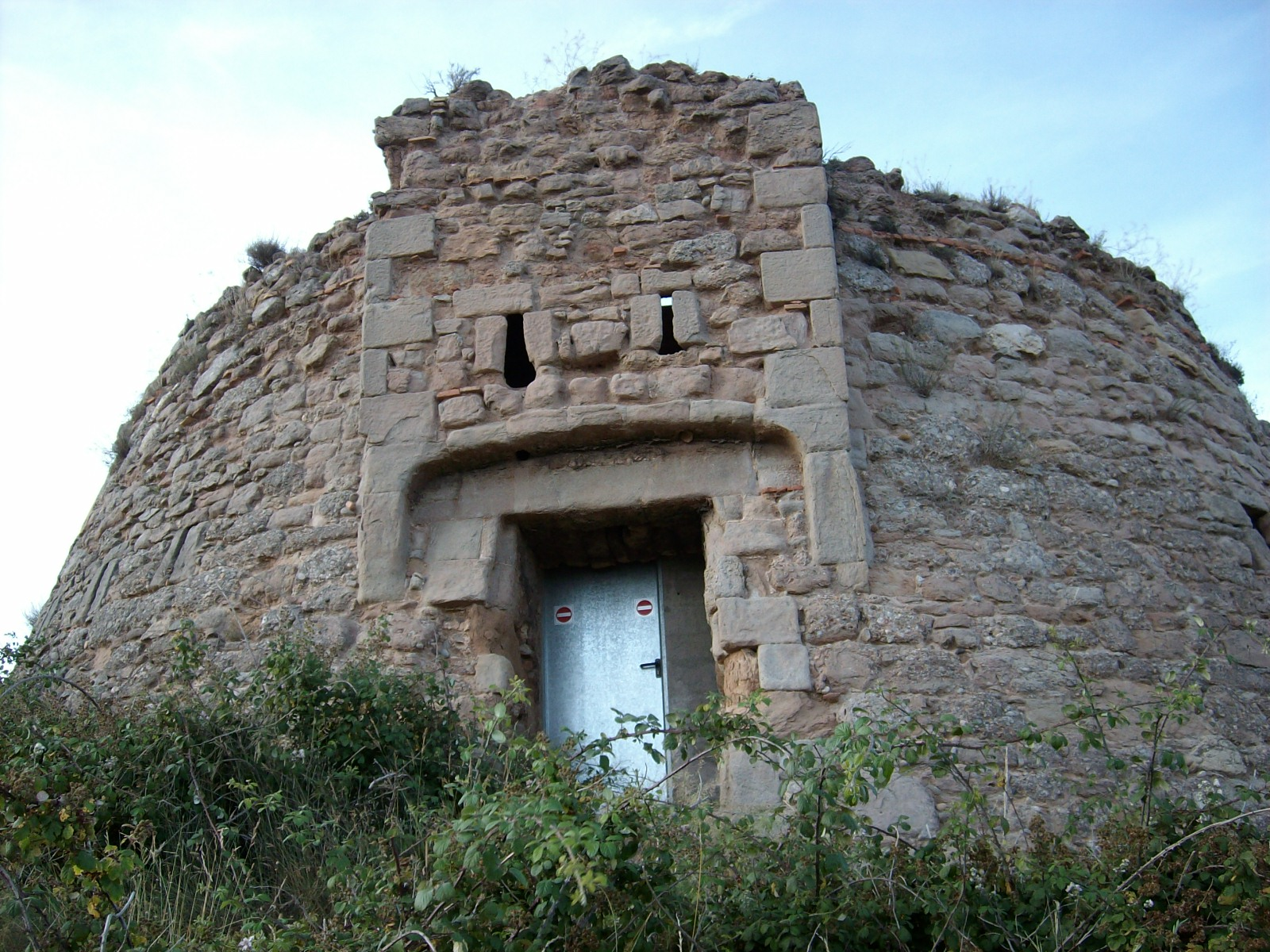
Vista, frontal i la porta de la torre.